# 動向指數
動向指數（Directional Movement Index，DMI），又稱動向指標、趨向指標，由美國機械工程師、技術分析師威勒斯·威爾德（J. Welles Wilder）提出的技術分析方法，其基本原理是股價在上漲及下跌過程中，藉創新高價或新低價的動能，研判多空買賣力道，藉以尋求多空雙方力道的均衡點，以及股價在多空雙方互動下，波動的趨劫循環過程。是用以研判市場多空趨勢的指標，能預告「頭部確認」、「底部完成」的訊號，是為判斷波段走勢相當實用的技術分析方法。
相較MACD為中期技術指標，DMI可視為中長期技術指標。

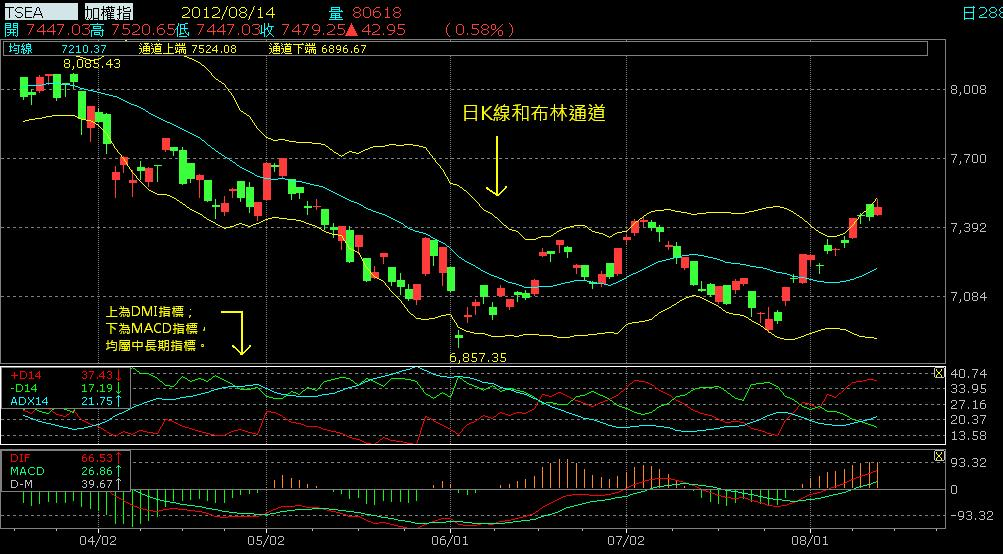
上方為日K線和布林通道。
下方為DMI和MACD指標，均屬中長期指標。

## 計算公式
「動向指數」的指標計算過程較為繁複，需先決定股價趨勢、算出真實波幅，才能再進行指標的計算。

### 前置作業
一、先決定股價趨勢（Directional Movement，DM）是上漲或下跌：
所謂DM值，今日股價波動幅度大於昨日股價波動幅部分的最大值，可能是創高價的部分或創低價的部份；如果今日股價波動幅度較前一日小，則DM = 0。
1. 若股價高點持續走高，為上漲趨勢，記作 +DM。
2. 若為下跌趨勢，記作 -DM。-DM的負號（–）是表示反向趨勢（下跌），並非數值為負數。[3]
3. 其他狀況：DM = 0。

二、尋找股價的真實波幅（True Range，TR）：
所謂真實波幅是以最高價，最低價，及前一日收盤價三個價格做比較，求出當日股價波動的最大幅度。
三、趨勢方向需經由一段時間來觀察，研判上才有意義。一般以14天為指標的觀察週期：
先計算出 +DM、–DM及TR的14日算術平均數，得到 +DM14、–DM14及TR14三組數據作為起始值，再計算各自的移動平均值（EMA）。

### 指標計算
計算出上述數值後，開始進行指標的計算。
一、計算「方向指標」（Directional Indicator，DI）：
{\displaystyle +DI14={\frac {+DM14}{TR14}}\times 100}
{\displaystyle -DI14={\frac {-DM14}{TR14}}\times 100}
真實波幅為股價波動的最大波幅，趨向指標不出其外，因此方向指標（DI）的值將介於0~100之間。例如　+DI14=45，–DI14=23，這代表過去14日中向上的趨勢佔45%，向下的趨勢佔23%，其他的則沒有方向性。
二、計算「趨向指數」（Directional Movement Index，DX）及「平均趨向指數」（Average Directional Movement Index，ADX）：
{\displaystyle DX={\frac {|(+DI14)-(-DI14)|}{|(+DI14)+(-DI14)|}}}
DX運算結果取其絕對值，再將DX作移動平均，得到ADX。
動向指數（Directional Movement Index，DMI）

### 前置作業
一、先決定股價趨勢（Directional Movement，DM）是上漲或下跌：
「所謂 DM 值，今日股價波動幅度大於昨日股價波動幅部分的最大值，可能是創高價的部分或創低價的部份；如果今日股價波動幅度較前一日小，則 DM = 0。」
1. 若{\displaystyle H_{t}-H_{t-1}>0} 且 {\displaystyle H_{t}-H_{t-1}>L_{t-1}-L_{t}}，則表示股價高點持續走高，為上漲趨勢，記作 {\displaystyle +DM}。
2. 若{\displaystyle L_{t-1}-L_{t}>0} 且 {\displaystyle H_{t}-H_{t-1}<L_{t-1}-L_{t}}，則為下跌趨勢，記作 {\displaystyle -DM}。{\displaystyle -DM}的負號（–）是表示反向趨勢（下跌），並非數值為負數。[3]

〔註〕
- {\displaystyle {\begin{smallmatrix}H_{t}\end{smallmatrix}}}表t日當天的最高價；{\displaystyle {\begin{smallmatrix}H_{t-1}\end{smallmatrix}}}表t-1日當天的最高價。
- {\displaystyle {\begin{smallmatrix}L_{t}\end{smallmatrix}}}表t日當天的最低價；{\displaystyle {\begin{smallmatrix}L_{t-1}\end{smallmatrix}}}表t-1日當天的最低價。
- {\displaystyle {\begin{smallmatrix}+DM=H_{t}-H_{t-1}\end{smallmatrix}}}
- {\displaystyle {\begin{smallmatrix}-DM=L_{t-1}-L_{t}\end{smallmatrix}}}
- 其他狀況：{\displaystyle {\begin{smallmatrix}DM=0\end{smallmatrix}}}

二、尋找股價的真實波幅（True Range，TR）：
所謂真實波幅是以{\displaystyle H_{t}} ，{\displaystyle L_{t}} ，及{\displaystyle C_{t-1}}三個價格做比較，求出當日股價波動的最大幅度。當日最高價{\displaystyle H_{t}}永遠大於最低價{\displaystyle L_{t}}，因此有下例三種狀況，其真實波幅 TR 值計算如下：
1. {\displaystyle H_{t}>C_{t-1}>L_{t}\qquad TR=H_{t}-L_{t}}
2. {\displaystyle H_{t}>L_{t}>C_{t-1}\qquad TR=H_{t}-C_{t-1}}
3. {\displaystyle C_{t-1}>H_{t}>L_{t}\qquad TR=C_{t-1}-L_{t}}

〔註〕
- {\displaystyle {\begin{smallmatrix}H_{t}\end{smallmatrix}}}表t日的最高價；
- {\displaystyle {\begin{smallmatrix}L_{t}\end{smallmatrix}}}表t日的最低價；
- {\displaystyle {\begin{smallmatrix}C_{t-1}\end{smallmatrix}}}表t-1日的收盤價。

三、趨勢方向需經由一段時間來觀察，研判上才有意義。一般以 14 天為指標的觀察週期：
先計算出 +DM、–DM 及 TR 的14日算術平均數，得到 +DM14、–DM14 及 TR14 三組數據作為起始值，再計算各自的移動平均值：
{\displaystyle +DM14_{t}={\frac {+DM14_{t-1}\times 13}{14}}+{\frac {+DM_{new}\times 1}{14}}}
{\displaystyle TR14_{t}={\frac {TR14_{t-1}\times 13}{14}}+{\frac {TR_{new}\times 1}{14}}}
{\displaystyle -DM14_{t}={\frac {-DM14_{t-1}\times 13}{14}}+{\frac {-DM_{new}\times 1}{14}}}

### 指標計算
計算出上述數值後，開始進行指標的計算。
一、計算「方向指標」（Directional Indicator，DI）：
{\displaystyle +DI14={\frac {+DM14}{TR14}}\times 100}
{\displaystyle -DI14={\frac {-DM14}{TR14}}\times 100}
真實波幅（TR）為股價波動的最大波幅，趨向指標（DM）不出其外，因此方向指標（DI）的值將介於 0~100 之間。例如　+DI14=45，–DI14=23，這代表過去 14 日中向上的趨勢佔 45%，向下的趨勢佔 23%，其他的則沒有方向性。
二、計算「趨向指數」（Directional Movement Index，DX）及「平均趨向指數」（Average Directional Movement Index，ADX）：
{\displaystyle DX={\frac {|(+DI14)-(-DI14)|}{|(+DI14)+(-DI14)|}}}
其中 |　| 為絕對值符號，表示將運算後結果取其數值，而不論正負。再將 DX 作移動平均，得到 ADX。

## 指標應用
- +DI與–DI表示多空相反的二個動向，當據此繪出的兩條曲線彼此糾結相纏時，代表上漲力道與下跌力道相當，多空勢均力敵。當 +DI與–DI彼此穿越時，由下往上的一方其力道開始壓過由上往下的另一方，此時出現買賣訊號。
- ADX可作為趨勢行情的判斷依據，當行情明顯朝多空任一方向進行時，ADX數值都會顯著上升，趨勢走強。若行情呈現盤整格局時，ADX會低於 +DI與–DI二條線。若ADX數值低於20，則不論DI表現如何，均顯示市場沒有明顯趨勢。
- ADX持續偏高時，代表「超買」（Overbought）或「超賣」（Oversold）的現象，行情反轉的機會將增加，此時則不適宜順勢操作。當ADX數值從上升趨勢轉為下跌時，則代表行情即將反轉；若ADX數值由下跌趨勢轉為上升時，行情將止跌回升。

總言之，DMI指標包含4條線：+DI、-DI、ADX和ADXR。
+DI代表買盤的強度、-DI代表賣盤的強度；ADX代表趨勢的強度、ADXR則為ADX的移動平均。

## 特性
動向指數（DMI）適用在趨勢明顯的市場，而在沒有明顯趨勢的市場，或是趨勢週期取錯時，則指標的訊號將不明確。DI的波動性過高，容易出現無用的訊號，經常在訊號出現時，市場行情已走了一段，建議可以配合KD、RSI指標使用，以加強訊號的正確性。

## 內部連結
- 技術分析
- 真實波動幅度均值
- 移動平均（MA）
- 指數平滑異同移動平均線（MACD）
- 隨機指標（KD）
- 威廉指标（W%R）
- 相對強弱指數（RSI）
- 乖離率（BIAS）

## 外部連結
- 名詞解釋：DMI （页面存档备份，存于）（繁體中文）